# 始祖犬
始祖犬（Archaeocyon）是恐犬亞科最原始及已滅絕的屬，生存於漸新世的美國。始祖犬屬的物種是恐犬亞科中最早的一類，僅次於Otarocyon。
始祖犬相對較細小及並不專門，其齒列顯示較為低級的肉食性。牠的骨骼亦很普通，不是專門奔跑及保有蹠行的姿勢。牠的齒列有一些衍生的特徵，似乎與恐犬亞科及犬亞科有關，多於與古犬亞科基底的關係。始祖犬的位置顯示與恐犬類有關係，因為犬亞科的最早成員在更早的時間出現。
始祖犬已有三個物種被描述。兩個較早期的A. pavidus及A. leptodus，在體型上以A. leptodus細為大。第三個物種A. falkenbachi，體型上與A. leptodus差不多，但頭顱骨比所有始祖犬屬的物種都要短及闊。